# Karl Agricola
Karl Joseph Aloys Agricola (Bad Säckingen, 18 de outubro de 1779 — Viena, 15 de maio de 1852), foi um pintor de miniaturas de gravador alemão.

## Biografia
Após um curso preliminar de instrução em Karlsruhe, em 1798 mudou-se para Viena onde se matriculou na Academia, ali estudando com Heinrich Füger.
Seu trabalho foi sempre no estilo do final do século XVIII, sendo um imitador de seu professor, Heinrich Füger. Realizou gravuras a partir das obras de Elzheimer, Rafael , Poussin, Parmigianino, Domenichino, Füger, entre outros.
Ele logo se tornou conhecido por suas pinturas mitológicas em óleo e aquarela - como seu Cupido e Psiquê - e por suas gravuras e litografias; mas ele era mais conhecido por seus retratos em miniatura. Após uma carreira próspera, ele morreu em Viena em 1862.

## Galeria

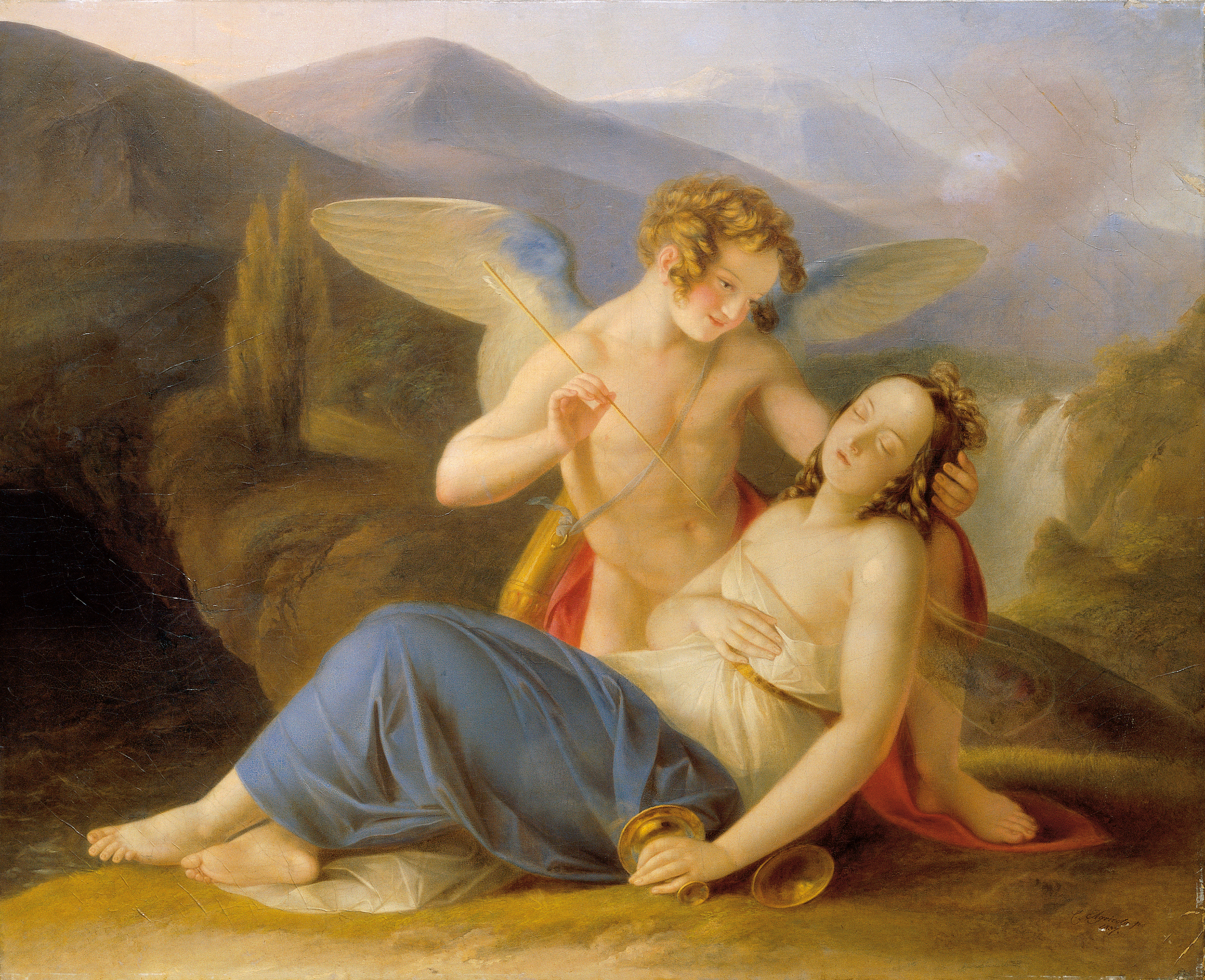
O Amor e Psiquê
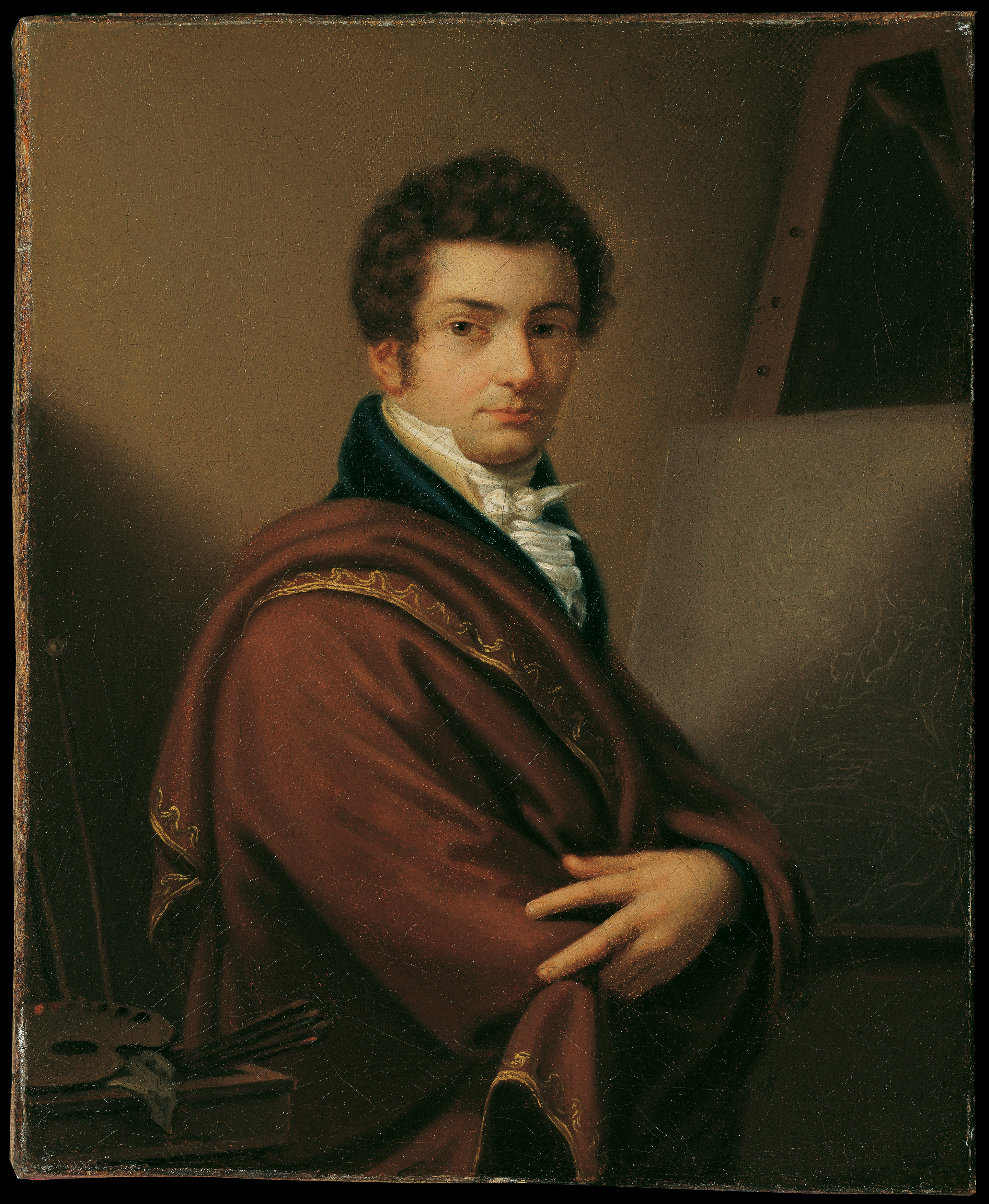
Autorretrato
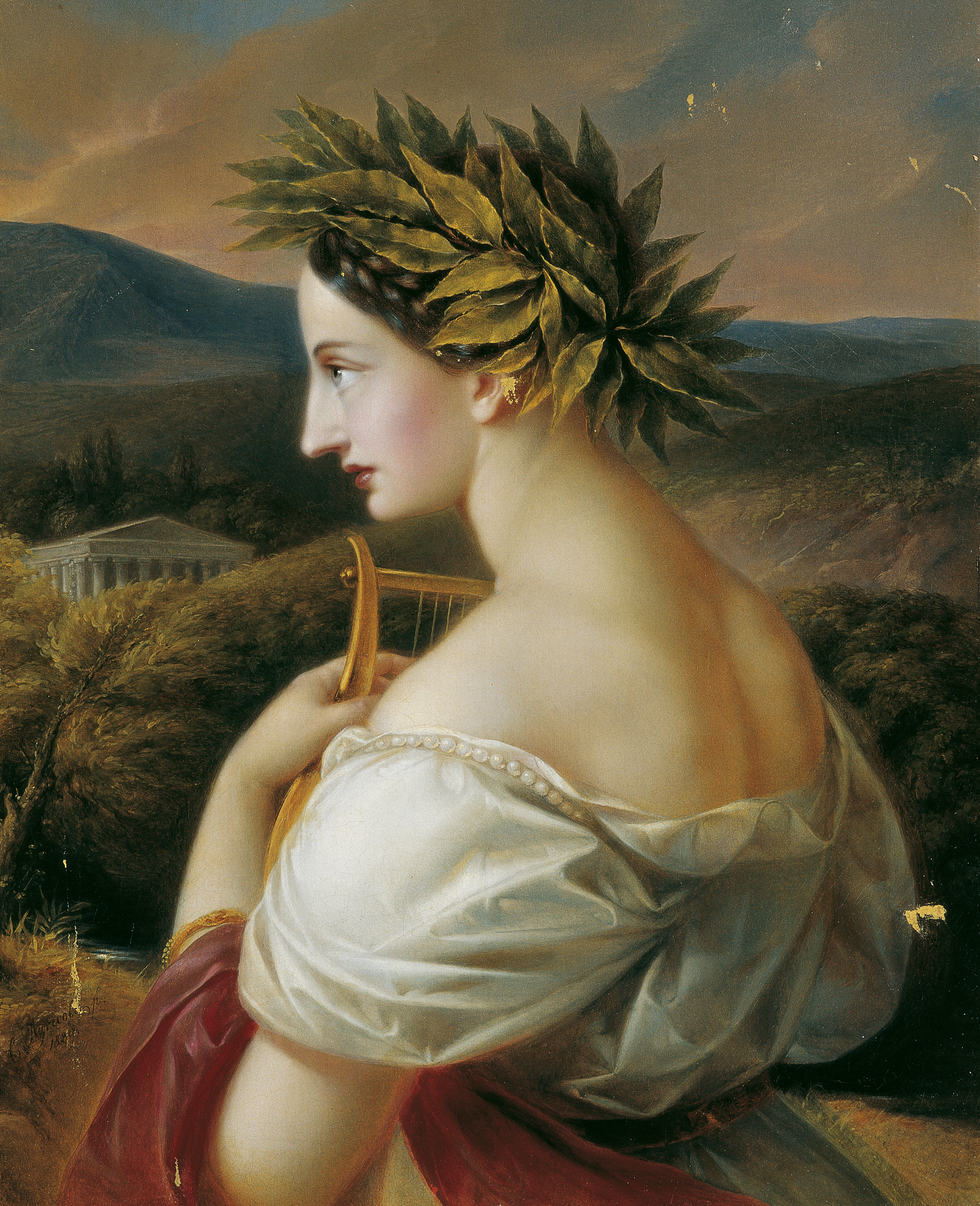
Safo
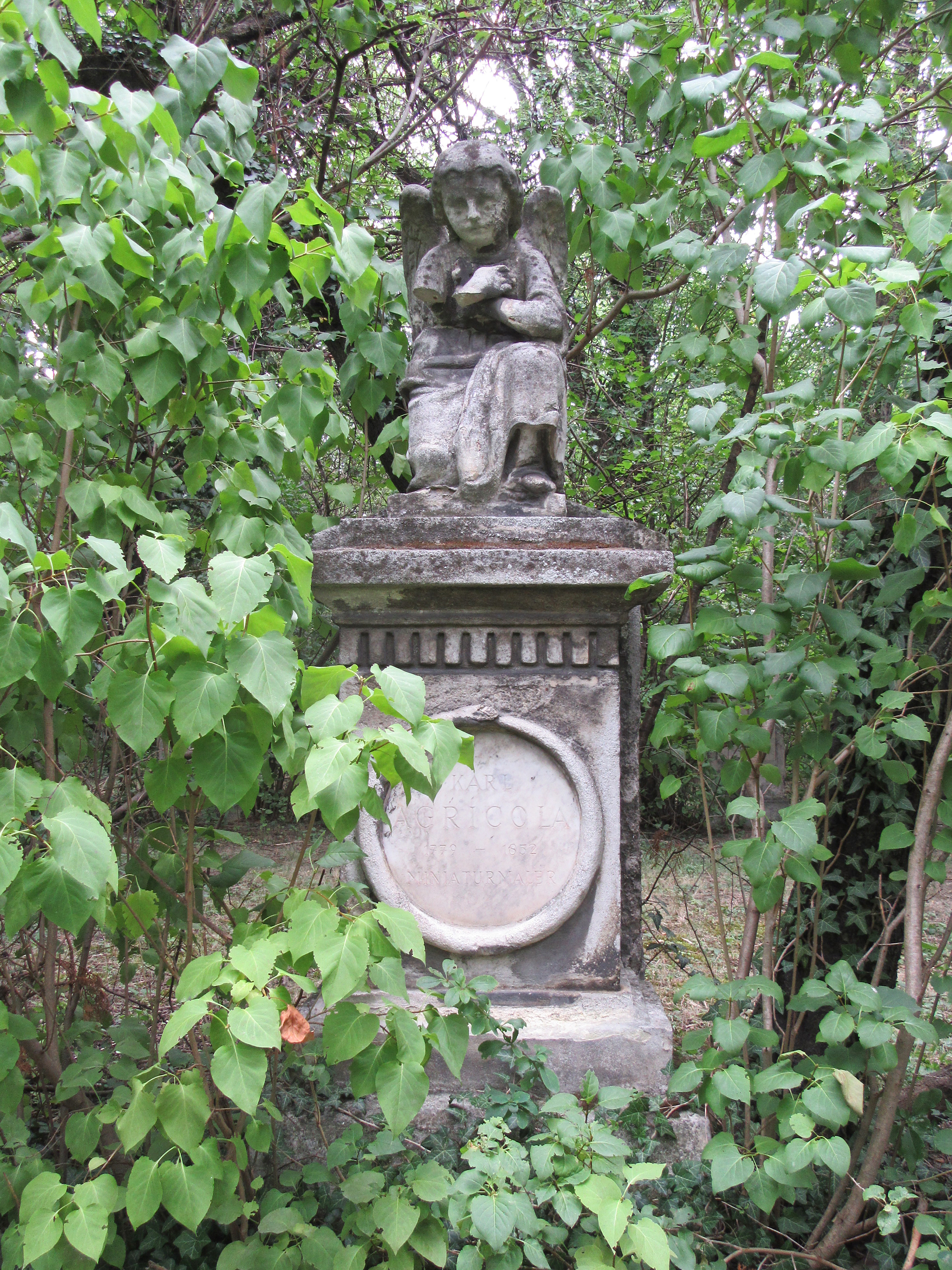
Túmulo de Agricola, em Viena.